# Fragassa de bosc
La fragassa de bosc (Potentilla sterilis) és una espècie de planta de la família Rosaceae, que s'assembla a les maduixes. Altres noms catalans són fragassa estèril, maduixera borda o potentil·la estèril.

## Descripció
La fracassa de bosc o falsa maduixa és una planta vivaç de 5 a 15 de cm, estolonífera de port semblant al de la maduixera (Fragaria vesca). Floreix de febrer a maig. Les seves flors són blanques, escotades amb forma de cor. Mesuren 8-12 cm de diàmetre i es troben agrupades d'1 a 3.
Les  fruites, anomenades falses maduixes són petites. Són fruits secs i no s'assemblen a una maduixa. Porten menys aquenis que aquesta, d'aquí el nom de sterilis. Però els seus aquenis tenen un volum lleugerament superior, i són de color blanquenc o grogenc.
Les fulles tenen la dent terminal més curt que els seus dos veïns (contràriament a la maduixa). És una planta mel·lífera (productora de mel). No posseeix propietats medicinals particulars, contràriament als altres membres de la família de les potentil·les.

## Hàbitat
És una espècie present al Pirinieu a l'estatge montà (entre 300 i 1.500 metres d'altitud) però absent en les zones mediterànies més baixos. Aprecia la mitja ombra, els sòls bastant frescs i profunds, més aviat neutres. Es troba en els boscos barrejats de (roure pènol, faig i alzina), les tanques, les tales forestals, els camins, les landes, les gespes.